# Glückskeks
Ein Glückskeks ist ein knuspriges Süßgebäck, in dessen Inneren sich ein Papierstreifen mit einem Sinnspruch oder einer Zukunftsdeutung befindet. Glückskekse sind vor allem in den Vereinigten Staaten und in Europa verbreitet, wo sie in chinesischen Restaurants nach dem Essen angeboten werden. Allerdings stammen die Glückskekse ursprünglich nicht aus China, sondern aus Japan. In ihrer heutigen Form sind sie erstmals an der amerikanischen Westküste zu Anfang des 20. Jahrhunderts erschienen. Die in den Keksen enthaltenen Sprüche haben heute eine Reihe verschiedener Hintergründe und basieren nicht mehr hauptsächlich auf fernöstlicher Philosophie.

## Geschichte
Glückskekse werden in japanischer Kunst und Literatur bereits Jahrzehnte vor ihrer Einführung an der amerikanischen Westküste durch Einwanderer aus Asien erwähnt. Unter anderem wird in dem Werk Haru no Wakakusa des 1844 verstorbenen japanischen Schriftstellers Tamenaga Shunsui von einem tsujiura senbei (辻占煎餅), einem Glückskeks mit Orakellos, berichtet. In dem 1878 erschienenen Buch Moshiogusa Kinsei Kidan von Shinoda Kensa werden ebenfalls tsujiura senbei erwähnt, begleitet von einer Illustration, die einen Lehrling bei der Herstellung der Backwaren zeigt.
Der Glückskeks in der heutigen Form, die sich hauptsächlich im Geschmack von dem japanischen tsujiura senbei unterscheidet, wurde in Kalifornien im frühen 20. Jahrhundert von asiatischen Einwanderern eingeführt. Die genaue Geschichte um deren Entstehung und Verbreitung ist jedoch bis heute ungeklärt. Mehrere Familien, die meisten von ihnen japanischen Ursprungs, beanspruchen die Erfindung der Kekse für sich.
Der am weitesten verbreiteten Theorie zufolge kam die Idee, solche Kekse herzustellen und sie nach dem Essen zu verteilen, von dem japanischen Einwanderer Makato Hagiwara, der in San Francisco einen japanischen Teegarten im Golden Gate Park betrieb. Irgendwann zwischen 1907 und 1914 soll er begonnen haben, Glückskekse – damals noch fortune tea cookies genannt – zum Tee zu verteilen. Die Herstellung der Kekse wurde jedoch nicht von Hagiwara selbst, sondern von der japanischen Bäckerei Benkyodo übernommen.
Der chinesische Unternehmer David Jung, Inhaber der Hong Kong Noodle Factory in Los Angeles, war vermutlich der erste chinesische Hersteller von Glückskeksen und beanspruchte, sie erfunden zu haben. Sein Sohn behauptete in Interviews, der Glückskeks lasse sich auf einen alten chinesischen Brauch zurückführen, poetische Verse und Sprichwörter auf Papier zu schreiben. Mehrere Gründe sprechen jedoch dagegen. Da Jungs Firma sich in einem Viertel befand, in dem auch japanische Immigranten lebten, ist es denkbar, dass er schon zuvor mit den japanischen Glückskeksen in Kontakt kam.
Dass der Glückskeks heute fälschlicherweise als chinesische Speise angesehen wird, ist vor allem an zwei Gründen festzumachen. Zahlreiche japanische Einwanderer führten in den 1920er und 1930er Jahren Restaurants, die amerikanisierte chinesische Küche servierten. Hinzu kommt, dass chinesische Restaurants die Kekse schon früh aufgriffen und dadurch erheblich zur Verbreitung beigetragen haben. Zunächst als lokaler Brauch in San Francisco etabliert, breitete er sich in den nächsten Jahrzehnten von der Westküste über die gesamten Vereinigten Staaten aus. Da im Zweiten Weltkrieg Menschen japanischer Abstammung von der Westküste in sogenannten War Relocation Centers interniert wurden, mussten mehrere japanische Bäckereien schließen. Vermutlich übernahmen Firmen chinesischstämmiger Inhabern in dieser Zeit die Herstellung der Glückskekse.
In den 1990er Jahren wurden die Kekse erstmals nach China ausgeführt, wo sie bis dahin völlig unbekannt gewesen waren. In Deutschland werden im badischen Gondelsheim seit 2003 Glückskekse produziert.

## Herstellung
Bereits seit 1964 werden Glückskekse in den USA maschinell hergestellt. Sie werden heute vollindustriell in hohen Stückzahlen gefertigt und bestehen aus Waffelteig, wobei ein kreisrunder Teigling erhitzt und von Automaten in Schiffchen-Form gebogen wird. Vor dem Biegen wird ein schmaler Streifen Papier eingelegt, nach dem Biegen härtet der stark zuckerhaltige Teig rasch aus. So hergestellte Glückskekse nehmen Luftfeuchtigkeit an und werden deshalb einzeln in Folie verschweißt. In aller Regel werden sie in Großpackungen an Restaurants oder Händler verkauft, die oft verschiedene Sets von Texten bestellen können, darunter „Weisheiten“, „Wahrsagungen“, saisonale Texte oder mit solchen zu bestimmten Anlässen, komischen oder witzigen Inhalten oder auch Mischsortierungen.
Die Sprüche werden teils von freiberuflichen Textern, teils von Mitarbeitern der Herstellerunternehmen verfasst. Beim amerikanischen Marktführer Wonton Food aus der Gegend von New York City waren 2013 bei einer Produktion von 4,5 bis 5 Millionen Glückskeksen pro Tag etwa 15.000 verschiedene Sprüche in der Datenbank; beim Konkurrenten Yang's Fortunes in San Francisco waren es 5000 Sprüche bei etwa 4 Millionen Glückskeksen pro Tag. In beiden Fällen waren hochrangige Mitarbeiter der Unternehmen selbst als Texter tätig. Dabei dienten Horoskope, Zitatsammlungen und authentische chinesische Sprichwörter als Inspiration.
Die Spruch-Datenbanken werden regelmäßig aktualisiert, neue Sprüche werden ergänzt und alte, die nicht mehr angemessen scheinen, aussortiert. „Glückszahlen“ werden von Computern generiert. 2005 stimmten bei einer amerikanischen Lotterie zufällig fünf von sechs Gewinnzahlen mit den Glückszahlen aus Glückskeksen überein, was dazu führte, dass sich die Anzahl an Gewinnern vervielfachte.